# Лауреаты Национальной премии Украины имени Тараса Шевченко
Шевченковская премия — наивысшая награда Украины и Украинской ССР в области культуры и искусства, в гуманитарной сфере. В настоящем списке представлены в хронологическом порядке лауреаты премии, учреждённой в 1961 году и носившей до 1970 года название «Республиканская премия имени Т. Г. Шевченко», до 1992 года — «Государственная премия УССР имени Т. Г. Шевченко», до 2000 года — «Государственная премия Украины имени Тараса Шевченко»,  а ныне — «Национальная премии Украины имени Тараса Шевченко».

## Лауреаты Республиканских премий имени Т. Г. Шевченко

### 1962
- Гончар, Александр Терентьевич — за роман «Человек и оружие» (1958—1959)
- Майборода, Платон Илларионович — за «Избранные песни»
- Тычина, Павел Григорьевич — за «Избранные произведения» в 3 томах

### 1963
- Майборода, Георгий Илларионович — за оперу «Арсенал» (1960)
- Сосюра, Владимир Николаевич — за книги лирики «Ласточки на солнце» и «Счастье семьи трудовой»
- Тютюнник, Григорий Михайлович (посмертно) — за роман «Водоворот» (1960—1962)

### 1964
- Касиян, Василий Ильич — за многолетнее художественное творчество на шевченковскую тематику, эстампы, офортные иллюстрации к «Кобзарю», иллюстрации к роману О. Д. Иваненко «Тарасови шляхи»
- Людкевич, Станислав Филиппович — за симфонию-кантату «Кавказ» и вокально-симфоническую кантату «Завет»
- Малышко, Андрей Самойлович — за книгу лирики «Далекие орбиты»
- Тихонов, Николай Семёнович — за популяризацию творчества Т. Г. Шевченко и переводы на русский язык произведений украинской поэзии
- Хрущёв, Никита Сергеевич, 1-й секретарь ЦК КПСС, Председатель СМ СССР, — за большой вклад в развитие и укрепление украинской советской социалистической культуры и в связи со 150-летием со дня рождения Т. Г. Шевченко

### 1965
- Вирский, Павел Павлович — за концертную программу 1964 года
- Бажан, Николай Платонович — за поэму «Полет сквозь бурю»
- Вильде, Ирина (Полотнюк, Дарья Дмитриевна) — за роман «Сёстры Ричинские»

### 1966
- Панченко, Пётр Иосифович — за повесть «На калиновом мосту» (1965)
- Примаченко, Мария Авксентьевна, график, — за цикл художественных работ «Людям на радость»
- Ревуцкий, Лев Николаевич — за концерт для фортепиано с оркестром

### 1967
- Ивченко, Виктор Илларионович, кинорежиссёр, — за художественный фильм «Гадюка» (1965) производства Киевской киностудии имени А. П. Довженко
- Кульчицкая, Елена Львовна (посмертно) — за серию графических и живописных работ, в которых отражены героическая история и художественная культура украинского народа
- Ле (Мойся) Иван Леонтьевич — за роман в 3 книгах «Хмельницкий» (1957—1965)

### 1968
- Авдиевский, Анатолий Тимофеевич, Верёвка, Григорий Гурьевич (посмертно), художественные руководители ГАУНХ, — за создание высокохудожественных концертных программ хора
- Василащук, Анна Васильевна, Верес, Анна Ивановна — за цикл украинских народных тканых рушников (1965—1967)
- Новиченко, Леонид Николаевич — за книгу литературно-критических очерков и портретов «Не иллюстрация — открытие!»

### 1969
- Головко, Андрей Васильевич — за роман «Артем Гармаш» (1951—1960)
- Дерегус, Михаил Гордеевич — за создание картин и иллюстраций на шевченковские темы, серию новых живописных и графических работ «Песня», «Каменец-Подольская крепость», «Старые вербы»
- Миньковский, Александр Захарьевич, руководитель ГКБ УССР, — за концертные программы (1966—1968)
- Трохименко, Карп Демьянович — за цикл картин «Моя Родина»

## Лауреаты Государственных премий УССР имени Т. Г. Шевченко

### 1970
- Збанацкий Григорий (Юрий) Олиферович — за роман «Волны»
- Канивец, Владимир Васильевич — за роман «Ульяновы»
- Нагнибеда, Николай Львович — за цикл стихов «Черты родного лица» в сборнике «На поле битвы»
- Параконьев, Константин Иосифович, исполнитель заглавной роли, Смеян, Сергей Константинович, режиссёр-постановщик, — за спектакль «Ярослав Мудрый» И. А. Кочерги, поставленный на сцене Запорожского МДТ
- Шовкуненко, Алексей Алексеевич — за серию портретов (М. Ф. Рыльского, С. А. Ковпака, партизанки Майи Вовчик) и цикл новых пейзажей

### 1971
- Алексидзе, Дмитрий Александрович, режиссёр-постановщик; Корнейчук, Александр Евдокимович, автор пьесы; Дальский, Владимир Михайлович, Заднепровский, Михаил Александрович, исполнитель роли Максима Максимовича, Куманченко, Полина Владимировна, исполнительница роли Галины Романовны, Пономаренко, Евгений Порфирьевич, исполнитель роли Антонио, Ткаченко, Юлия Семёновна, исполнительница роли Эллы, — за спектакль «Память сердца» А. Е. Корнейчука, поставленный на сцене КУАДТ имени И. Я. Франко
- Гай, Александр Дмитриевич, исполнитель роли М. М. Коцюбинского, Левада, Александр Степанович, автор сценария, Левчук, Тимофей Васильевич, кинорежиссёр, — за художественный фильм «Семья Коцюбинских» (1970) производства Киевской киностудии имени А. П. Довженко
- Жилицкий, Пётр Натанович, Маринченко, Евгения Александровна — за архитектурный проект ДК «Украина» в Киеве
- Козаченко, Василий Павлович — за цикл повестей «Цена жизни», «Горячие руки», «Молния», «Письма из патрона», «Аринка Калиновская», «Белое пятно»
- Лысик, Евгений Никитович, художник-постановщик, Луцив, Юрий Алексеевич, дирижёр-постановщик, Лятошинский, Борис Николаевич, композитор, Смолич, Дмитрий Николаевич, режиссёр-постановщик, — за оперный спектакль «Золотой обруч» Б. Н. Лятошинского, поставленный на сцене Львовского ГАТОБ имени И. Я. Франко

### 1972
- Вендзилович, Мирон Демьянович, архитектор; Крвавич, Дмитрий Петрович, Мисько, Эммануил Петрович, Мотыка, Ярослав Николаевич, скульпторы; Пирожков, Александр Петрович, художник-монументалист, — за монумент Боевой славы советских вооружённых сил во Львове
- Воронько, Платон Никитович — за сборник стихов «Паводок»
- Глущенко, Николай Петрович — за серии живописных произведений «По ленинским местам за границей», «Пейзажи Украины» (1969—1971)
- Кондратюк, Николай Кондратьевич, Петриненко, Диана Игнатьевна, исполнители песен, — за концертные программы (1969—1971)
- Мирошниченко, Евгения Семёновна, певица, — за исполнительскую деятельность (1970—1971)
- Филатов, Константин Владимирович, — за картины «В. И. Ленин», «Красная площадь»

### 1973
- Гнатюк, Дмитрий Михайлович, певец, — за исполнительскую деятельность (1971—1972)
- Головченко, Георгий Геннадьевич, Егоров, Анатолий Михайлович, Минько, Иван Фёдорович, архитекторы; Мухин, Виктор Иванович, Овчаренко, Илья Пантелеевич, Федченко, Василий Харлампиевич, Чумак, Иван Михайлович, скульпторы, — за монумент «Украина — освободителям» в селе Миловом Ворошиловградской области
- Гордиенко, Константин Алексеевич — за трилогию «Чужую ниву жала», «Девушка под яблоней», «Буймир»
- Косинов, Александр Павлович, режиссёр, Писанко, Игорь Николаевич, оператор, Ткач, Михаил Николаевич, автор сценария, — за документальный фильм «Советская Украина» (1972), снятый на Украинской СХДФ
- Ушаков, Николай Николаевич — за сборники стихов «Мои глаза», «Я рифмы не боюсь глагольной» и многолетнюю плодотворную деятельность в области переводов из украинской литературы

### 1974
- Божий, Михаил Михайлович — за картины «В. И. Ленин», «XX век», «Новое время».
- Загребельный, Павел Архипович — за романы «Первомост» (1972), «Смерть в Киеве»
- Игнащенко Анатолий Федорович, архитектор, Кальченко, Галина Никифоровна, скульптор, — за памятник Лесе Украинке в Киеве
- Романицкий, Борис Васильевич — за исполнение роли Граса в спектакле «Маклена Граса» Н. Г. Кулиша, поставленном на сцене Львовского УАДТ имени М. К. Заньковецкой, и выдающийся вклад в развитие украинского советского театрального искусства
- Штогаренко, Андрей Яковлевич — за симфонию № 3 («Киевскую»)

### 1975
- Беляев, Владимир Павлович, автор сценария, Дворжецкий, Владислав Вацлавович, исполнитель роли Ярослава Гайдая, Заклунная, Валерия Гаврииловна, исполнительница роли Стефы Коцюмбас, Исаков, Валерий Трофимович, режиссёр-постановщик, — за художественный фильм «До последней минуты» (1973) производства Одесской киностудии
- Билаш, Александр Иванович, композитор, — за песни (1971—1974)
- Голенко, Майя Фёдоровна, Гриценко, Тамара Александровна, Писаренко, Нина Дмитриевна, бандуристки, — за концертные программы (1973—1974)
- Ковалёв Александр Александрович — за скульптурные портреты наших современников (Д. С. Коротченко, М. Ф. Рыльского, В. П. Филатова (1952))
- Собко, Вадим Николаевич — роман «Лихобор»

### 1976
- Байко, Даниила Яковлевна, Байко, Мария Яковлевна, Байко, Нина Яковлевна, певицы, — за концертные программы (1973—1975)
- Венедиктов, Лев Николаевич, хормейстер, Загребельный, Александр Николаевич, исполнитель партии Бориса Тимофеевича, Колесник, Евдокия Васильевна, исполнительница заглавной партии, Симеонов, Константин Арсеньевич, дирижёр-постановщик, Шостакович, Дмитрий Дмитриевич (посмертно), композитор, — за оперный спектакль «Катерина Измайлова» Д. Д. Шостаковича, поставленный на сцене в КУАТОБ имени Т. Г. Шевченко
- Драч, Иван Фёдорович — за сборник стихов «Корни и крона»
- Луценко, Дмитрий Емельянович, автор стихов, Шамо, Игорь Наумович, композитор, — за песни «Баллада о братстве», «Мой Киев», «Стоит над Волгою курган», «Зачарованная Десна», «Песня о счастье», «Не шуми, калинка», «Фронтовики»
- Пузырьков, Виктор Григорьевич — за картины «Солдаты», «В землянке»

### 1977
- Агибалов, Василий Иванович, Рык, Яков Иосифович, скульпторы; Алфёров, Игорь Александрович, Максименко, Анатолий Александрович, Овсянкин, Михаил Фёдорович, Светлорусов, Сергей Гаврилович, Черкасов, Эрик Юрьевич, архитекторы, — за монумент в честь провозглашения Советской власти на Украине в Харькове
- Баженов, Анатолий Иванович, Скворцов, Борис Дмитриевич, скрипачи; Краснощек, Леонид Антонович, виолончелист; Холодов, Юрий Борисович, альтист, — за концертные программы Струнного квартета имени Н. В. Лысенко (1974—1976)
- Быков, Леонид Фёдорович — за постановку и исполнение главных ролей в художественных фильмах «В бой идут одни „старики“» (1973) и «Аты-баты, шли солдаты…» (1976) производства Киевской киностудии имени А. П. Довженко
- Давидзон, Яков Борисович — за фотокорреспонденции, отражающие боевые подвиги и трудовую деятельность советских людей, и фотопортреты передовиков народного хозяйства, науки и культуры
- Клюненко, Андрей Степанович, Репин, Владимир Борисович, Фриман, Абрам Яковлевич, Шерстюк Александр Саввич, Щербак, Иван Петрович — за книгу очерков «Днепровские огни»
- Коломиец, Алексей Федотович — за драматическую дилогию «Голубые олени» и «Кравцов»
- Павлычко, Дмитрий Васильевич — за сборник стихов «Любовь и ненависть»
- Станкович, Евгений Фёдорович — за симфонию № 3 («Я утверждаюсь»)

### 1978
- Арефьев, Анатолий Васильевич, художник; Варивода, Петр Семёнович, дирижёр; Данькевич, Константин Фёдорович, композитор; Киосе, Василий Васильевич, хормейстер; Суржина, Нонна Андреевна, Украинский, Николай Алексеевич, Даньшин, Анатолий Андреевич, исполнители партий, — за оперный спектакль «Богдан Хмельницкий» К. Ф. Данькевича (новая редакция), поставленный на сцене Днепропетровского ГАТОБ
- Афзаметдинова, Сания Юнусовна, Юдин, Виталий Леонтьевич, архитекторы; Быков, Эрнест Николаевич, главный конструктор проекта, — за создание Крымского ОМДТ в Симферополе
- Борисенко, Валентин Назарович, скульптор; Консулов, Анатолий Дмитриевич, архитектор, — за памятник бойцам Первой конной армии в пгт Олесько Буского района Львовской области
- Грабовский, Игорь Авксентьевич, автор сценария и режиссёр, Малышевский, Игорь Юрьевич, автор сценария и дикторских текстов, Шевченко, Владимир Никитович, режиссёр, — за документальную кинотрилогию «Советская Украина. Годы борьбы и побед» (1974—1977) производства «Укркинохроники»
- Данченко, Сергей Владимирович, режиссёр-постановщик; Зарудный, Николай Яковлевич, автор пьесы; Киприян, Мирон Владимирович, художник-постановщик; Максименко, Владимир Григорьевич, Доценко, Надежда Петровна, Стригун, Федор Николаевич, исполнители ролей, — за спектакль «Тыл» Н. Я. Зарудного, поставленный на сцене Львовского УАДТ имени М. К. Заньковецкой
- Земляк, Василий Сидорович — за романы «Лебединая стая» и «Зелёные Мельницы»
- Чернявский, Георгий Георгиевич — за серии живописных произведений «По ленинским местам», «Ульяновы на Украине» и цикл индустриальных пейзажей Украины
- Шамота, Николай Захарович — за монографию «Гуманизм и социалистический реализм»

### 1979
- Бут, Николай Яковлевич, Овечкин, Николай Васильевич, Прокудо, Виталий Стефанович, авторы диорамы «Битва за Днепр»; Ватченко, Агриппина Федосеевна, руководитель работы; Зуев, Владимир Александрович, архитектор, автор реконструкции комплекса; Коротков, Владимир Иванович, Рывин, Владимир Лазаревич, авторы интерьера музея, — за комплекс Днепропетровского исторического музея имени Д. И. Яворницкого
- Гнездилов, Василий Георгиевич, Урсатий, Георгий Антонович, архитекторы; Смирнова, Евдокия Давыдовна, инженер, — за комплекс ландшафтного парка имени 50-летия Великого Октября в Черкассах
- Денисенко, Владимир Терентьевич, автор сценария и режиссёр-постановщик, — за художественный фильм «Жнецы» (1978) производства Киевской киностудии имени А. П. Довженко
- Дмитерко, Любомир Дмитриевич — за сборники стихов «Мир мой» и «Основа»
- Мокренко, Анатолий Юрьевич, певец, — за концертную деятельность (1977—1978)
- Муравский, Павел Иванович, хоровой дирижёр, — за концертные программы из произведений Н. Д. Леонтовича (1977—1978)
- Подолян, Николай Петрович — за публицистические статьи и памфлеты в периодической печати (1976—1978)
- Шаблиовский, Евгений Степанович — за монографию «Чернышевский и Украина»

### 1980
- Барсук, Владимир Алексеевич, Путинцев, Альберт Григорьевич, авторы сценария; Бузилевич, Александр Викторович, Кущ, Виктор Андреевич, операторы; Тихонов, Вячеслав Васильевич, ведущий, — за публицистический документальный телевизионный фильм «Возрождение» по книге Л. И. Брежнева
- Бородин, Василий Степанович, зам. ответственного редактора; Жур, Пётр Владимирович, Ивакин, Юрий Алексеевич, Сарана, Фёдор Кузьмич, члены редколлегии; Кирилюк, Евгений Прохорович, ответственный редактор, — за «Шевченковский словарь» в 2 томах
- Корнильев, Ярослав Александрович, инженер-конструктор; Земянкин, Сергей Николаевич, Нивина, Людмила Денисовна, Подлесный, Зиновий Васильевич, архитекторы, — за архитектурный проект жилого квартала «Серебристый» во Львове
- Кос-Анатольский, Анатолий Иосифович, композитор, — за сборник «Вокальные произведения»
- Лопухов, Александр Михайлович — за картины «Сильные духом», «Война», «Лунная соната», «Победа», «Вихрь Октября», «Вольница».
- Мушкетик, Юрий Михайлович — за роман «Позиция»
- Стельмах, Михаил Афанасьевич — за роман «Четыре брода»
- Турчак, Стефан Васильевич, дирижёр-постановщик, — за оперные спектакли «Иван Сусанин» М. И. Глинки, «Пиковая дама» П. И. Чайковского, «Милана» Г. И. Майбороды, поставленные на сцене КУАТОБ имени Т. Г. Шевченко

### 1981
- Гусельникова, Тамара Валентиновна, архитектор-реставратор; Иванов, Виктор Акимович, инженер-конструктор; Керанчук, Леонид Кириллович, строитель; Озёрный, Михаил Иванович, Семернёв, Виктор Михайлович, Стешин, Юрий Тимофеевич, художники; Хлопинская, Людмила Дмитриевна, Чередниченко, Галина Ивановна, научные консультанты; Шорин, Эдуард Алексеевич, руководитель проекта, — за создание Музея судостроения и флота в Николаеве
- Димаров, Анатолий Андреевич — за роман-дилогию «Боль и гнев»
- Государственная заслуженная академическая капелла «Думка» — за концертные программы последних лет
- Коротич, Виталий Алексеевич — за книги публицистики «Кубатура яйца», «Увидеть вблизи» и публицистические выступления в печати, по радио и телевидению
- Лушпа, Михаил Афанасьевич, Чернодед, Андрей Ефимович, архитекторы; Петрова, Ирина Львовна, инженер-конструктор; Слепец, Степан Павлович, руководитель авторского коллектива, — за архитектурный проект здания Сумскогой ТДМК имени М. С. Щепкина
- Роговцева, Ада Николаевна — за исполнение ролей Раневской, Леси Украинки, Надежды в спектаклях «Вишнёвый сад» А. П. Чехова, «Надеяться» Ю. Н. Щербака, «Хозяйка» М. Гараевой на сцене КАРДТ имени Леси Украинки
- Титов, Владислав Андреевич — за повести «Всем смертям назло», «Ковыль — трава степная»
- Черкасский государственный заслуженный украинский народный хор — за концертные программы последних лет

### 1982
- Белецкий, Платон Александрович — за книги «Украинская портретная живопись XVII—XVIII веков», «Украинское искусство второй половины XVII—XVIII веков», «Украинское советское искусство»
- Бондарчук, Сергей Фёдорович, исполнитель роли кардинала Монтанелли, Мащенко, Николай Павлович, режиссёр-постановщик, Харитонов, Андрей Игоревич, исполнитель заглавной роли, — за 3-серийный телевизионный художественный фильм «Овод» (1980) производства Киевской киностудии имени А. П. Довженко
- Вильшук, Василий Михайлович, скульптор, Лукашко, Василий Николаевич, резчик, Овчар, Антон Степанович, столяр-краснодеревщик, Сандлер, Леонид Григорьевич, инженер-конструктор, автор проекта, Сосновый, Дмитрий Григорьевич, архитектор, Шевчук, Владимир Алексеевич, художник, — за использование мотивов народного творчества при создании помещения Ивано-Франковского ОАМДТ имени И. Я. Франко
- Гончар, Андрей Петрович, исполнитель роли автора и первого секретаря обкома партии, Кривошеин, Александр Сергеевич, художник-постановщик, Мирошниченко, Николай Иванович, автор пьесы, Терентьев, Виктор Сергеевич, режиссёр-постановщик, — за спектакль «Возрождение» по книге Л. И. Брежнева в Одесском ОРДТ имени А. В. Иванова
- Иконник, Виктор Михайлович, художественный руководитель и главный дирижёр Киевского камерного хора имени Б. Н. Лятошинского, — за популяризацию хорового наследия Б. Н. Лятошинского и концертно-исполнительскую деятельность последних лет
- Мороз, Анатолий Трофимович — за роман «Четверо на пути»
- Стадниченко, Владимир Яковлевич — за публицистические произведения последних лет
- Шишко, Сергей Фёдорович — за серию картин «Киевская сюита»

### 1983
- Антонов, Анатолий Петрович, Луценко, Николай Григорьевич, Моливеров, Александр Сергеевич, Подвезко, Анатолий Петрович, Ратушный, Георгий Вадимович, архитекторы; Стрельцов, Василий Емельянович, Бутенко, Михаил Петрович, руководители работ, — за застройку и благоустройство Верхнеднепровска Днепропетровской области
- Бойко, Владимир Петрович, Липатов, Ростислав Фёдорович, руководители авторской группы; Зубец, Анатолий Михайлович, наборщик; Кузнецов, Геннадий Ефимович, художник-оформитель; Матвеев, Евгений Владимирович, Новиков Юрий Георгиевич, Шевченко, Михаил Дмитриевич, графики; Хоменко, Николай Иванович, печатник, — за внедрение новых принципов конструирования, оформления и полиграфического исполнения произведений классиков марксизма-ленинизма и выдающихся деятелей коммунистического и рабочего движения (К. Маркс «Капитал», «Гражданская война во Франции», «И всё-таки она вертится!»)
- Государственная заслуженная капелла бандуристов Украины — за концертные программы последних лет
- Резникович, Михаил Иерухимович, режиссёр-постановщик; Добровольский, Виктор Николаевич, Мажуга, Юрий Николаевич, Пазенко, Анатолий Фёдорович, Решетников, Анатолий Георгиевич, Рушковский, Николай Николаевич, Смолярова, Александра Захаровна, Яремчук, Лидия Григорьевна, исполнители ролей, — за создание образов советских современников в спектаклях «Предел спокойствия», «Кафедра», «Тема с вариациями» в КАРТД имени Леси Украинки
- Колесса, Николай Филаретович, композитор, — за хоровую сюиту «Лемкивская свадьба», сборник обработки украинских народных песен
- Олейник, Борис Ильич — за сборники стихов «Седая ласточка», «В зеркале слова», «Дума о городе»
- Свида, Василий Иванович — за горельеф «В семье единой»
- Якутович, Георгий Вячеславович — за иллюстрации к книгам «Повесть временных лет», «Слово о полку Игореве», «Знаки. Чичка. Вора поймали» М. Черемшины, «Казак Голота» М. А. Пригары

### 1984
- Вышеславский, Леонид Николаевич — за сборник стихов «Близкая звезда»
- Винграновский, Николай Степанович — за сборники произведений для детей «Летнее утро», «Летний вечер», «Ласточка у окна», «Спокойной ночи»
- Вронский, Макар Кондратьевич, Сухенко, Виктор Васильевич, скульпторы; Фёдоров, Евгений Борисович (архитектор), архитектор, — за памятник Т. Г. Шевченко в городе Шевченко Мангышлакской области КССР
- Штолько, Валентин Григорьевич, руководитель авторского коллектива, Грачёва, Алла Васильевна, Кабацкий, Александр Алексеевич, Ральченко, Владимир Иванович, архитекторы; Слобода, Владимир Константинович, инженер-конструктор; Любенко, Игорь Петрович, строитель, — за гостиничный комплекс «Градецкий» в Чернигове
- Губаренко, Виталий Сергеевич — за балет «Каменный хозяин» (вторая редакция), оперу «Помни меня»
- Кушниренко, Андрей Николаевич, художественный руководитель и главный дирижёр заслуженного Буковинского ансамбля песни и танца, — за концертные программы (1979—1983)
- Сизоненко, Александр Александрович — за роман-трилогию «Степь», «Была осень», «Цель»
- Ужвий, Наталия Михайловна — за исполнение ролей в спектаклях последних лет на сцене КУАДТ имени И. Я. Франко
- Шаталин, Виктор Васильевич — за цикл картин на историко-революционную, военно-патриотическую темы, произведения о современниках
- Яворивский, Владимир Александрович — за повесть «Вечные Кортелисы»

### 1985
- Баруленков, Валерий Владимирович, инженер-строитель; Гайдамака, Анатолий Васильевич, Мягков, Виталий Алексеевич, художники; Гопкало, Вадим Иванович, Гречина, Вадим Михайлович, Коломиец, Владимир Евпатиевич, Филенко, Леонид Иванович, архитекторы, — за архитектуру и художественное оформление Киевского филиала Центрального музея В. И. Ленина
- Горбань, Евгений Ефимович, скульптор, — за памятник героям Горловского вооружённого восстания 1905 года в Горловке Донецкой области
- Гуцало, Евгений Филиппович — за повесть «Саййора» и сборник рассказов «Пролетели кони»
- Иванский, Роман Иванович, художественный и музыкальный руководитель, Дидух, Владимир Евгеньевич, Пруткин, Евгений Дмитриевич, Реус, Валентин Николаевич, Харченко, Александр Николаевич, солисты вокального квартета «Явор», — за концертные программы (1982—1984)
- Добродеев, Борис Тихонович, Шишлин, Николай Владимирович, авторы сценария, Ибаньес-Фернандес, Арнальдо , режиссёр, Кукоренчук, Владимир Викторович, оператор, — за хроникально-документальный фильм «Тревожное небо Испании»
- Иванычук, Роман Иванович — за романы «Вода из камня», «Четвертое измерение»
- Которович, Богодар Антонович, скрипач, — за концертные программы (1982—1984)
- Попенко, Дмитрий Петрович, руководитель авторского коллектива, Лось, Леонид Фёдорович, архитекторы; Пухова, Ирина Петровна, инженер-конструктор, — за комплекс Республиканского научно-методического центра охраны здоровья матери и ребёнка
- Наседкин, Анатолий Леонидович — за цикл живописных произведений о колхозном строительстве «В колхоз», «Хлеб революции», «Продотряд», «Земля»
- Рыбалко, Николай Александрович — за сборник стихов «Незакатная звезда» и новые стихи в периодической печати
- Рымаренко, Юрий Иванович — за книгу документально-публицистических очерков и статей «С кем и против кого»
- Фащенко, Василий Васильевич — за литературно-критические труды «В глубинах людского бытия», «Характеры и ситуации»
- Цюпа, Иван Антонович — за художественно-документальную книгу «В сердце звенят голоса» и публицистические выступления в печати

### 1986
- Бабенко, Надежда Несторовна, Бондарец, Анна Савельевна, Ефремова, Домна Федосеевна, Товстуха, Леонид Самойлович, Трегубов, Николай Семёнович, Трегубова, Валентина Михайловна, художники-декораторы ковров, фарфора, — за высокохудожественное использование народных традиций в произведениях декоративно-прикладного искусства
- Беликов, Михаил Александрович, автор сценария и режиссёр-постановщик, Левченко, Алексей Алексеевич, художник-постановщик, Трушковский, Василий Тимофеевич, оператор-постановщик, — за художественные фильмы «Ночь коротка» (1981) и «Как молоды мы были» (1985) производства Киевской киностудии имени А. П. Довженко
- Доминчен, Климентий Яковлевич — за симфонию № 4 («Великая Отечественная»)
- Забаштанский, Владимир Емельянович — за сборник стихов «Запах дали» и новые стихи в периодической печати
- Иваненко, Оксана Дмитриевна — за книгу «Всегда в жизни»
- Марченко, Виктор Степанович, Оксентюк, Иван Евтухович, Скуратовский, Василий Павлович, Шуляр, Андрей Михайлович, архитекторы; Карплюк, Иван-Владимир Михайлович, инженер-строитель; Парубочий, Иосиф Семёнович, агроном-озеленитель, — за архитектуру села Вузлове Радеховского района Львовской области.
- Кириченко, Раиса Афанасьевна, певица, — за концертно-исполнительскую деятельность (1983—1985)
- Ковтун, Валерий Петрович, Таякина, Татьяна Алексеевна, артисты балета, — за исполнение партий Лукаша, Дезире, Авроры в балетных спектаклях «Лесная песня» М. А. Скорульского, «Спящая красавица» П. И. Чайковского в КУАТОБ имени Т. Г. Шевченко и концертно-исполнительскую деятельность последних лет
- Козловский, Николай Фёдорович — за фотоальбом «Киев мой»
- Комарницкий, Антон Аполлинариевич, Сабельников, Игорь Анатольевич, авторы сценария; Сперкач, Валентин Никитович, автор сценария и режиссёр; Стаховский, Юрий Васильевич, оператор; Поклад, Игорь Дмитриевич, композитор, — за документальные фильмы «Командармы индустрии», «Главенствующий корпус», «Стратеги науки»

### 1987
- Басистюк Ольга Ивановна, певица, — за концертные программы последних лет
- Борсюк, Анатолий Давыдович, режиссёр, Дяченко, Сергей Сергеевич, автор сценария, Фролов, Александр Иванович, оператор, — за научно-популярный фильм «Звезда Вавилова»
- Дмитренко, Алексей Максимович — за художественно-документальную повесть «Аист»
- Дубовый, Алексей Мусеевич, научный консультант; Стеценко, Александра Павловна, инженер-конструктор; Кондратский, Леонид Степанович, Собчук, Николай Янович, Фурсенко, Сергей Михайлович, архитекторы, — за областной краеведческий музей в Черкассах
- Захаров, Фёдор Захарович — за серию пейзажей и натюрмортов «Родная моя Украина»
- Костенко, Лина Васильевна — за исторический роман в стихах «Маруся Чурай», сборник стихов «Неповторимость»
- Скорик, Мирослав Михайлович, композитор

### 1988
- Бернштейн, Михаил Давидович, Вишневская, Надежда Александровна, Деркач, Борис Андреевич, Дзеверин, Игорь Александрович, Засенко, Алексей Елисеевич, Мишанич, Алексей Васильевич, Погребенник, Фёдор Петрович, Яценко, Михаил Трофимович — за разработку научных принципов, составление, подготовку текстов и комментарии собрания сочинений И. Я. Франко в 50 томах
- Гаврилов, Анатолий Михайлович, оператор-постановщик, Дахно, Владимир Авксентьевич, режиссёр-постановщик, Кирич, Эдуард Ильич, художник-постановщик, — за цикл мультипликационных фильмов о приключениях запорожских казаков
- Матвиенко, Нина Митрофановна, певица, — за концертно-исполнительскую деятельность (1985—1987)
- Миколайчук, Иван Васильевич (посмертно) — за исполнение ролей Т. Г. Шевченко, Ивана Палийчука, Давида Мотузки, Григория Громова, Петра Дзвонаря, Фабиана, Григора Корчака в фильмах «Сон» (1964), «Тени забытых предков» (1964), «Бурьян» (1966), «Комиссары» (1969), «Белая птица с чёрной отметиной» (1970), «Вавилон XX» (1979), «Такая поздняя, такая тёплая осень» (1981) производства Киевской киностудии имени А. П. Довженко
- Стефюк, Мария Юрьевна, певица, — за исполнение партий Марфы, Джильды, Виолетты и Милуши в оперных спектаклях «Царская невеста» Н. А. Римского-Корсакова, «Риголетто» и «Травиата» Дж. Верди, «Ярослав Мудрый» Г. И. Майбороды и концертно-исполнительскую деятельность (1985—1987)
- Стороженко, Николай Андреевич — за иллюстрации к книгам «Фата Моргана», «Иванко и Чугайстер» М. М. Коцюбинского, «Среди степей. День на пастбище» Панаса Мирного, «Сонеты» И. Я. Франко, «Украинские народные сказки», «Болгарские народные сказки»
- Шевчук, Валерий Александрович — за роман-триптих «Три листка за окном»

### 1989
- Бордаков, Юрий Викторович, оператор; Кобрин Игорь Дмитриевич, режиссёр; Мужук, Леонид Петрович, Салганик, Хем Елизарович, авторы сценария, — за кинотрилогию «Чернобыль: два цвета времени»
- Гончар, Иван Макарович — за многолетнюю творческую и исследовательскую работу по собиранию и популяризации народного творчества
- Дычко, Леся Васильевна — за оратории «И нарекоша имя Киев» (вторая редакция), «Индия Лакшми», кантату «В Киеве зори»
- Ивахненко, Александр Иванович — за иллюстрации к произведениям Т. Г. Шевченко
- Кочерга, Анатолий Иванович — за исполнение партий в оперных спектаклях «Борис Годунов» М. П. Мусоргского, «Дон Карлос» Дж. Верди, «Милана» Г. И. Майбороды
- Крюкова, Нила Валерьевна, чтица, — за концертные программы (1986—1988)
- Народная самодеятельная хоровая капелла «Дударик» (художественный руководитель Н. Л. Кацал) — за концертные программы последних лет
- Сикорский, Михаил Иванович — за создание Переяслав-Хмельницкого историко-культурного заповедника и многолетнюю деятельность по сбору и популяризации духовного наследия народа
- Тютюнник, Григор Михайлович (посмертно) — за «Произведения» в 2 томах

### 1990
- Белоус, Дмитрий Григорьевич — за сборник стихов «Диво калиновое»
- Возницкий, Борис Григорьевич — за многолетнюю работу по сохранению, исследованию и популяризации культурного наследия
- Государственный кубанский казачий хор (художественный руководитель В. Г. Захарченко) — за выдающуюся работу по собиранию и исследованию украинских народных песен и танцев, их пропаганду в концертной деятельности в нашей стране и за рубежом
- Захарова, Светлана Авдеевна, редактор; Ильченко, Любовь Ивановна, Кононенко, Василий Андреевич, Юрчишин, Владимир Иванович, художники, авторы макета; Махновец, Леонид Ефремович, автор перевода, предисловия и примечаний, — за подготовку и выпуск издания «Летопись Русская»
- Козловский, Иван Семёнович, певец, — за развитие и обогащение украинской музыкальной культуры и концертные выступления последних лет
- Пушик, Степан Григорьевич — за книги «Страж-гора», «Галицкая брама»

### 1991
- Билык, Иван Иванович — за историческое произведение «Золотой Ра»
- Дзюба Иван Михайлович — за серию публицистических выступлений «Бо то не просто мова, звуки», статьи «Украина и мир», «Осознаем ли национальную культуру как ценность»
- Ильенко, Юрий Герасимович, оператор, Кадочникова, Лариса Валентиновна, исполнительница роли Марички, Параджанов, Сергей Иосифович (посмертно), режиссёр-постановщик, Якутович, Георгий Вячеславович, художник, — за художественный фильм «Тени забытых предков» (1964) производства Киевской киностудии имени А. П. Довженко
- Коваль, Александр Иванович, оператор, Сергиенко, Роллан Петрович, режиссёр, Шудря, Николай Архипович, Костенко, Владимир Семёнович (посмертно), авторы сценариев, — за документальные фильмы «Открой себя», «Тарас», «Перед иконой»
- Мейтус, Юлий Сергеевич — за цикл романсов на стихи советских поэтов и хоровой цикл на стихи А. Т. Твардовского
- Стус, Василий Семёнович (посмертно) — за сборник стихов «Дорога боли»

## Лауреаты Государственных премий Украины имени Т. Г. Шевченко

### 1992
- Антоненко-Давыдович, Борис Дмитриевич (посмертно) — за сборник стихов «Смерть. Сибирские новеллы. Завышенные оценки»
- Багряный, Иван Павлович (посмертно) — за романы «Сад Гефсиманский», «Тигроловы»
- Гуцал, Виктор Емельянович, художественный руководитель Государственного оркестра народных инструментов Украины, — за концертные программы (1988—1991)
- Дрозд, Владимир Григорьевич — за роман-эпопею «Листва земли»
- Жулинский, Николай Григорьевич — за книгу «Из забытья — в бессмертие»
- Калинец, Игорь Миронович — за сборники стихотворений «Тринадцать алогий», «Невольничья муза», «Пробужденная муза»
- Украинская капелла бандуристов имени Т. Шевченко[укр.]  (художественные руководители Г. Т. Китастый, В. Колесник) — за популяризацию украинского музыкального наследия
- Колесник, Степан Павлович — за публицистическую повесть «Обворованные села» и другие произведения о судьбе украинского села
- Костин, Александр Васильевич — за оперу-сказку «Золоторогий олень», балет «Русалочка»
- Лубкивский, Роман Марьянович — за сборник стихов «Взгляд вечности»
- Максименко, Николай Антонович — за серию пейзажей «Украина моя»
- Мельничук, Тарас Юрьевич — за сборник стихов «Князь росы»
- Мовчан, Павел Михайлович — за сборник стихов «Материк», «Окружение»
- Роговой, Феодосий Кириллович — за роман «Праздник последнего млива»
- Синица, Григорий Иванович — за возрождение украинской колористической школы монументальной живописи и произведения последних лет
- Хор имени А. Кошица  (художественный руководитель В. Климкив) — за популяризацию украинского хорового искусства

## Лауреаты Государственной премии Украины имени Тараса Шевченко

### 1993
- Вантух, Мирослав Михайлович, художественный руководитель ГААНТ Украины имени П. П. Вирского, — за постановку танцевальных композиций «В мире и согласии», «Карпаты», «Годы молодые», «Украинский танец с бубнами»
- Гоян, Еремей Петрович — за повесть «Тайна Лесиковой скрипки»
- Громовенко, Павел Фёдорович, чтец, — за концертную программу «Мне не все равно» (1989—1992)
- Гуменюк, Феодосий Максимович — за серию портретов исторических деятелей П. К. Сагайдачного, П. Л. Полуботка, И. С. Мазепы, М. Чурай, Д. И. Вишневецкого, С. Наливайко, И. Гонты, М. Железняка
- Карась, Анатолий Андреевич, автор сценария и режиссёр, Крипченко, Виктор Иванович, главный оператор, Шкурин, Виктор Георгиевич, автор сценария и режиссёр, — за документальную кинодилогию «Июльские грозы» («Стачка», «Выброс»)
- Коваленко, Лидия Борисовна (посмертно) — за народную книгу-мемориал «33-й: голод»
- Коломиец, Владимир Родионович — за сборник стихов «Золотосинь»
- Лидер, Даниил Данилович, художник-сценограф, Лотоцкая, Наталия Васильевна, Ступка, Богдан Сильвестрович, исполнители роли, — за спектакль «Тевье-Тевель» по Шолом-Алейхему, поставленный на сцене КУАДТ имени И. Я. Франко
- Логвин, Григорий Никонович — за монографию «Из глубин. Гравюры украинских старопечатников XVI—XVIII веков» и цикл научных работ по вопросам украинского искусства и архитектуры
- Лопата, Василий Иванович — за иллюстрации к «Кобзарю» Т. Г. Шевченко
- Маняк, Владимир Антонович (посмертно) — за народную книгу-мемориал «33-й: голод»
- Мищенко, Дмитрий Алексеевич — за сборники произведений «Охота на Жар-птицу», «Лично ответственен»
- Муратова, Кира Георгиевна, кинорежиссёр, — за выдающийся вклад в украинское и мировое киноискусство
- Паламаренко, Анатолий Нестерович, чтец, — за концертные программы последних лет
- Пилипюк, Василий Васильевич — за фотохудожественные альбомы «Живица», «Львов», «К тебе полетят»
- Руденко, Николай Данилович — за роман «Орлова балка», сборник «Стихи»
- Сапеляк, Степан Евстафиевич — за сборник стихов «Долгий рваный крик»
- Талалай, Леонид Николаевич — за сборник стихов «Избранное»
- Фоминых, Светлана Григорьевна, художественный руководитель и дирижёр женского академического хора (Николаев), — за концертные программы последних лет и распространение современной украинской хоровой музыки
- Ященко, Леопольд Иванович, художественный руководитель фольклорно-этнографического хора «Гомин», — за активную деятельность по сохранению, возрождению и популяризации украинского народного творчества

### 1994
- Антонюк, Андрей Данилович — за серию картин последних лет: «Митрополит Илларион», «Феофан Прокопович», «В каземате (Т. Г. Шевченко)», «Учитель, кто мы?», «Поклонение земле и водам», «Богопольская Мадонна», «Разговор в Вселенной», «Трубный глас. Предостережение»
- Апанович, Елена Михайловна — за книгу «Гетманы Украины и кошевые атаманы Запорожской Сечи»
- Большаков, Леонид Наумович  — за документальную трилогию «Годы невольничьи» (Быль о Тарасе)
- Герц, Юрий Дмитриевич — за серию картин «Красочная Верховина»
- Голобородько, Василий Иванович — за сборники стихов «Икар на мотыльковых крыльях», «Калина в Рождество»
- Зарецкий, Виктор Иванович — за картины последних лет «Солдатка», «Лето», «Дерево (Истоки искусства)», «Ой кум до кумы залицявся», «Весенние хлопоты»
- Зинкевич, Василий Иванович, певец, — за концертные программы последних лет
- Ивасюк, Владимир Михайлович (посмертно) — за выдающийся вклад в развитие украинского национального музыкального искусства.
- Конквест, Роберт  — за книгу «Жатва скорби»
- Лупий, Александр Васильевич — за роман «Падение древней столицы», повесть «Гетманская булава»
- Овсийчук, Владимир Антонович — за монографии «Украинское искусство второй половины XVI — первой половины XVII веков», «Мастера украинского барокко»
- Рахманный, Роман Дмитриевич  — за 3-томный сборник «Украина атомного века»
- Светличная, Надежда Алексеевна  — за активную журналистскую и публицистическую деятельность последних лет.
- Светличный, Иван Алексеевич (посмертно) — за сборник стихов, поэтических переводов и литературно-критических статей «Сердце для пуль и для рифм»
- Чендей, Иван Михайлович — за книгу «Калина под снегом», повесть «Иван»

### 1995
- Андриевский, Леонид Иванович, художник, Откович, Василий Петрович, Свенцицкая, Вера Илларионовна (посмертно), авторы-составители, — за альбом «Украинская народная живопись XIII—XX веков»
- Бедняк, Николай Петрович  — за серию исторических картин и портретов: «Князь Даниил Галицкий», «Гетман Иван Мазепа», «Довбуш», «Битва под Крутами», цикл иконописных произведений
- Государственная капелла Украины «Трембита» (художественный руководитель и главный дирижёр Н. Кулик) — за концертные программы (1992—1994)
- Задорожный, Иван-Валентин Феодосиевич (посмертно) — за серию работ (1964—1988)
- Заливаха, Афанасий Иванович — за произведения последних лет: «XX век», «Мироносицы», «Украинская Мадонна», «Портрет Василя Стуса», «Портрет Шевченко», «Казака несут», «Начало»
- Захарченко, Василий Иванович — за роман «Прибыльные люди»
- Кочур, Григорий Порфирьевич (посмертно) — за книгу переводов «Второе эхо»
- Сверстюк, Евгений Александрович — за книгу «Блудные сыны Украины»
- Симоненко, Василий Андреевич (посмертно) — за сборники стихов и прозы «Лебеди материнства», «В твоем имени живу», «Народ мой всегда будет».
- Сильвестров, Валентин Васильевич — за симфонию № 5, струнный квартет № 1, кантату на слова Т. Г. Шевченко для хора а капелла
- Федорив, Роман Николаевич — за роман «Иерусалим на горах»
- Шопша, Николай Сергеевич — за исполнение партий Ивана Карася, Захара Беркута, Бориса Годунова в оперных спектаклях «Запорожец за Дунаем» С. С. Гулака-Артемовского, «Золотой обруч» Б. Н. Лятошинского, «Борис Годунов» М. П. Мусоргского и концертные программы (1992—1994)

### 1996
- Агеева, Вера Павловна, Дончик, Виталий Григорьевич, Ковалив, Юрий Иванович, Кравченко, Андрей Евгеньевич, Мельник, Владимир Александрович, Моренец, Владимир Филиппович, Наенко, Михаил Кузьмич, Штонь, Григорий Максимович — за учебное пособие «История украинской литературы XX века» в 2 книгах
- Базилевский, Владимир Александрович — за сборник стихов «Вертеп»
- Бийма, Олег Иванович, режиссёр-постановщик, Гронский, Владимир Петрович, композитор, Зоценко, Алексей Николаевич, оператор-постановщик, Сумская, Ольга Вячеславовна, Хостикоев, Анатолий Георгиевич, Богданович, Алексей Владимирович, Дехтярёва, Зинаида Николаевна, исполнители ролей, — за сериалы художественных телевизионных фильмов «Западня» (1993) и «Преступление со многими неизвестными» (1993) производства студии «Укртелефильм»
- Балей, Вирко Петрович , дирижёр и композитор, — за выдающийся вклад в развитие украинского музыкального искусства и его пропаганду в мире
- Жиленко, Ирина Владимировна — за сборник стихов «Вечеринка в старой винарне»
- Зноба, Валентин Иванович — за создание скульптурных композиций на тему Великой Отечественной войны (монументы Славы в Херсоне, Хмельницком, на Букринском плацдарме, памятник в Броварах)
- Иванченко, Раиса Петровна — за тетралогию о Киевской Руси: «Измена, или Как стать властелином», «Гнев Перуна», «Золотые стремена», «Яд для княгини»
- Миняйло, Виктор Александрович — за роман «Вечный Иван»
- Нарбут, Даниил Георгиевич — за серию портретов «Гетманы Украины» и картины «Выборы кошевого», «Страшный суд», «Покрова Богородицы»
- Петриненко, Тарас Гаринальдович — за значительные достижения в развитии современной украинской эстрадной песни, концертно-исполнительскую деятельность последних лет
- Чорновил, Вячеслав Максимович — за сборники «Правосудие или рецидив террора», «Горе от ума», книгу «Хроника лагерных будней», публицистические выступления в газетах и журналах Украины и мира
- Янивский, Богдан-Юрий Ярославович — за цикл музыкальных произведений большой формы для детей: оперу «Царевна Лягушка», мюзиклы «Лис Никита», «Кольцо искушения», «Том Сойер»
- Яремчук, Назарий Назарович (посмертно), певец, — за концертную деятельность (1973—1995)

### 1997
- Марчук, Иван Степанович — за цикл картин «Шевченкиана», «Голос моей души»
- Осыка, Леонид Михайлович — за художественные фильмы «Каменный крест», «Захар Беркут», «Подарок на именины», «Гетманские клейноды»
- Семыкина, Людмила Николаевна — за серию строев «Высокий замок»
- Скунц, Пётр Николаевич — за сборник стихов «Спроси себя»
- Соловьяненко, Анатолий Борисович — за концертные программы (1993—1996)
- Ульянов, Александр Станиславович — за роман «Сталинка»
- Шиган, Евгений Евгеньевич — за организацию и проведение Международного фестиваля русского балета в городах Украины

### 1998
- Андрияшик, Роман Васильевич — за роман «Сторонец»
- Дидык, Михаил Петрович, Нагорная, Ольга Васильевна — за исполнение партий Герцога и Джильды в опере «Риголетто» Дж. Верди в Национальной опере Украины
- Дремлюга, Николай Васильевич — за симфонию № 3 «Памяти жертв голодомора 1932—1933 годов на Украине»
- Литовченко, Иван Семёнович (посмертно), Литовченко Мария Тимофеевна — за гобелен-триптих «Истоки славянской письменности»
- Пасивенко, Владимир Иванович, Прядка, Владимир Михайлович — за монументально-декоративное панно «Боль земли» для Национальной библиотеки Украины имени В. И. Вернадского
- Савчук, Евгений Герасимович, художественный руководитель и главный дирижёр Национальной академической капеллы Украины «ДУМКА», — за концертные программы украинской хоровой музыки (1992—1997)
- Яблонская, Татьяна Ниловна — за серию живописных работ (1993—1997)

### 1999
- Билык, Иван Архипович, Китриш, Михаил Егорович, Омеляненко, Василий Ануфриевич — за циклы произведений опошненской керамики
- Буймистер, Валерий Григорьевич, певец, — за концертные программы (1993—1998): «Шевченкиана», «Украинские композиторы современности», «Итальянская музыка», «Немецкая музыка»
- Гаврилец, Анна Алексеевна, композитор, — за музыкально-сценическое действо «Золотой камень посеем»
- Креминь, Дмитрий Дмитриевич — за сборник стихов «Пектораль»
- Мазур, Богдан Николаевич, скульптор, — за памятники С. И. Параджанову в Киеве и «Ангел скорби» в Хмельницком
- Мерзликин, Николай Иванович, режиссёр-постановщик, Щербаков, Игорь Владимирович, композитор, — за спектакль «Ловушка для ведьмы» в Киевском государственном музыкальном театре для детей и юношества
- Наливайко, Дмитрий Сергеевич — за книгу «Глазами Запада. Рецепция Украины в Западной Европе XI—XVIII веков»
- Патык, Владимир Иосифович — за серию работ «Земля Шевченко» и произведения последних лет

## Лауреаты Национальной премии Украины имени Тараса Шевченко

### 2000
- Гнатюк, Иван Фёдорович — за книгу «Стёжки-дорожки»
- Калюта, Вилен Александрович (посмертно), кинооператор — за работы последних лет
- Караманов, Алемдар Сабитович — за концерт № 2 для фортепиано с оркестром «Аве Мария» и симфонию № 23 «Аз Иисус»
- Нечерда, Борис Андреевич (посмертно) — за сборник стихов «Последняя книга»
- Тимченко, Марфа Ксенофонтовна — за серию произведений народной декоративной живописи
- Чепелик, Владимир Андреевич, скульптор — за памятник Михаилу Грушевскому (Киев)
- Шекера, Анатолий Фёдорович, хореограф — за балетные спектакли последних лет
- Шкурган, Андрей Семёнович, певец — за концертные программы (1995—1999)

### 2001
- Гришко, Владимир Данилович — за вокальные партии в оперных спектаклях
- Майборода, Роман Георгиевич — за вокальные партии в оперных спектаклях
- Пашковский, Евгений Владимирович — за роман «Повседневный жезл»
- Попович, Мирослав Владимирович — за книгу «Очерк истории культуры Украины»

### 2002
- Белоконь, Сергей Иванович — за научно-публицистическую книгу «Массовый террор как способ государственного управления в СССР»
- Бокотей, Андрей Андреевич — за пространственные композиции из стекла
- Микульский, Аркадий Николаевич, кинорежиссёр, Череватенко, Леонид Васильевич, автор сценария — за документальную кинотрилогию «Я камень из Божьей пращи»
- Рымарук, Игорь Николаевич — за книгу стихов «Дева Обида»

### 2003
- Герасимюк, Василий Дмитриевич — за книгу стихов «Поэт в воздухе»
- Левитская, Мария Сергеевна, художница-сценограф — за сценографические работы последних лет
- Медведь, Вячеслав Григорьевич — за роман «Кровь по соломе»
- Палкин, Вячеслав Сергеевич, дирижёр — за концертные программы (1998—2002)

### 2004
- Барабаш, Юрий Яковлевич — за монографию «Если забуду тебя, Иерусалим… Гоголь и Шевченко»
- Буковский, Сергей Анатольевич, кинорежиссёр — за документальный телесериал «Война. Украинский счет»
- Слапчук, Василий Дмитриевич — за книги стихов «Против течения травы», «Сучок на костуре путника»
- Юрченко, Людмила Владимировна — за вокальные партии в оперных спектаклях
- Якутович, Сергей Георгиевич — за цикл графических произведений последних лет

### 2005
- Абдуллаев, Азиз Рефатович, автор оформления, Алиев, Айдер Энверович, скульптор, Нагаев, Ибрагим-Герей Садыкович, гл. архитектор, Нагаева, Зарема Садыковна, архитектор, Якубов, Февзи Якубович, автор концепции — за скульптурный комплекс «Возрождение» в Симферополе
- Воробьёв, Николай Афанасьевич — за книгу стихов «Слуга пивонии»
- Каминский, Виктор Евстафьевич — за концерт № 2 «Рождественский», симфонию-кантату «Украина. Крестный путь», ораторию «Иду, накликую, взываю» и «Акафист Пресвятой Богородицы»
- Коцюбинская, Михайлина Фоминична — за книгу «Мои горизонты» в 2 томах
- Крымский, Сергей Борисович — за книги «Философия как путь человечности и надежды» и «Запросы философских смыслов»
- Ланюк, Юрий Евгеньевич — за музыкальные произведения «Палимпсесты» и «Музыка из Книги Потаенных Просторов и Элегии для Птицы Сияния»
- Матиос, Мария Васильевна — за роман «Сладкая Даруся»
- Микита, Владимир Васильевич — за серию работ «Родной край»
- Слабошпицкий, Михаил Федотович — за роман-биографию «Поэт из ада»

### 2006
- Безниско, Евгений Иванович — за серию иллюстраций к произведениям И. Я. Франко
- Гусейнов, Григорий Джамалович — за художественно-документальное жизнеописание в 9 книгах «Господне зерно»
- Качуровский, Игорь Васильевич  — за книгу «Лучистые силуэты»
- Кичинский, Анатолий Иванович — за книги стихов «Пролетая над ноябрем», «Танец огня»
- Кучинский, Владимир Степанович, режиссёр-постановщик; Стефанов, Олег Дмитриевич, Половинка, Наталья Ефимовна, Водичев, Андрей Владимирович, исполнители ролей — за спектакли по произведениям Платона, Г. С. Сковороды, В. С. Стуса в Львовском АМТ имени Леся Курбаса
- Матюхин, Валерий Александрович, художественный руководитель и главный дирижёр Национального ансамбля солистов «Киевская камерата», — за музыкально-художественный проект «Музыка с древнейших времен до современности»
- Недяк, Владимир Владимирович — за иллюстрированную историю украинского казачества «Украина — казацкая держава»
- Нечепа, Василий Григорьевич, кобзарь — за концертную программу «В рокоте и плаче бандур»
- Погребной, Анатолий Григорьевич — за публицистическую трилогию «По заколдованному кругу веков», «Если мы есть, то где?», «Зов сильного чина».
- Чегусова, Зоя Анатольевна — за альбом-каталог «Декоративное искусство Украины конца XX века. 200 имен»

### 2007
- Гобдич, Николай Николаевич, художественный руководитель академического камерного хора «Киев» — за художественную программу «Тысяча лет украинской духовной музыке»
- Лапский, Остап Васильевич  — за книги стихов «Себя ищу», «По обе стороны истины»
- Мельник, Михаил Васильевич, режиссёр и актёр — за спектакль «Грех» Днепропетровского украинского театра одного актёра «Крик»
- Остафийчук, Иван Васильевич — за циклы художественных работ «Моя Украина», «Путешествие в Батурин», «Бойковская сага».
- Плаксий, Борис Иванович — за циклы живописных работ «Творцы независимости», «Агония зла»
- Стус, Дмитрий Васильевич — за книгу «Василь Стус: жизнь как творчество»
- Турконяк, Раймонд Павлович  — за перевод Острожской Библии на современный украинский язык.
- Федюк, Тарас Алексеевич — за книгу стихов «Лица пустыни».
- Чебыкин, Андрей Владимирович — за цикл художественных работ «Крымские мотивы», «Женские образы», «Увядшая листва».

### 2008
- Голота, Любовь Васильевна — за роман «Эпизодическая память»
- Дзекун, Александр Иванович , режиссёр-постановщик, Петрив, Владимир Юрьевич, актёр, за спектакль «Берестечко» Ровненского академического украинского музыкально-драматического театра.
- Ляшенко, Геннадий Иванович — за кантаты «Мистерия тишины» и «Витражи и пейзажи» для хора а капелла на стихи Т. Г. Шевченко и Б.-И. Антонича
- Малахов, Виталий Ефимович, режиссёр-постановщик;, Бенюк, Богдан Михайлович, Сумская Наталья Вячеславовна, исполнители ролей — за спектакль «О мышах и людях» театральной компании Бенюк и Хостикоев
- Перебийнис, Петр Мусеевич — за сборник стихов «Пшеничные часы»
- Селянская, Вера Остаповна  — за книги «Седьмая печеть», «Ромен-зелье» и переводы произведений украинской литературы на португальский язык
- Сидак, Василий Васильевич — за серию деревянной скульптуры
- Ткачук, Михаил Петрович, кинорежиссёр — за документальный сериал «Загадка Норильского восстания»
- Франчук, Валерий Александрович — за цикл живописных произведений «Раскачанные колокола памяти», посвящённый жертвам Голодоморов на Украине
- Якимец, Владимир Ярославович, Нудик, Ярослав Владимирович, Богач, Богдан Михайлович, Капраль, Андрей Миронович, Шавала, Андрей Михайлович, Турянин, Роман Фёдорович, исполнители вокальной группы «Пиккардийская терция» — за концертные программы (2003—2006)

### 2009
- Гирнык, Павел Николаевич — за книгу стихов «Рассветет»
- Гонтаров, Виктор Николаевич — за серию холстов «Мой Гоголь» и цикл живописных работ
- Кадырова, Лариса Хамидовна — за галерею женских образов в моноспектаклях и вклад в развитие украинского театрального искусства
- Мельниченко, Владимир Ефимович — за документально-публицистические книги «Тарас Шевченко. Мое пребывание в Москве», «На славу нашей преславной Украины (Тарас Шевченко и Осип Бодянский)».
- Наконечный, Виктор Андреевич — за серию картин «Край мой солнечный».

### 2010
- Андрусяк, Михаил Николаевич, публицист — за документально-художественную трилогию «Братья грома», «Братья огня» и «Братья просторов».
- Бабак, Николай Пантелеймонович, автор проекта и художественного оформления, Найдён, Александр Семёнович, автор текста — за монографию «Народная икона Среднего Поднепровья XVIII—XX веков в контексте крестьянского культурного пространства».
- Ганжа, Степан Александрович, мастер народного творчества — за художественную серию ковров
- Иванов, Дмитрий Иосифович, поэт — за книгу стихов «Село в терновом венце»
- Ковтун, Виктор Иванович, художник — за цикл живописных работ «Мой край — Слобожанщина»
- Козак, Богдан Николаевич, артист — за концертное исполнение поэтических композиций «Евангелие от Тараса» и «Думы» по произведениям Т. Г. Шевченко
- Колодуб, Лев Николаевич, композитор — за симфонию № 9 «Sensilis moderno» («Новейшие ощущения»), симфонию № 10 «По эскизам юных лет», симфонию № 11 «Новые берега»
- Лавр, Константин Тихонович, художник — за иллюстрации к произведениям классиков отечественной литературы и монументальные росписи на темы украинских народных сказок в Киевском ГАТК
- Пагутяк, Галина (Москалец Галина Васильевна), писательница — за книгу прозы «Слуга из Добромыля»
- Пахлёвская, Оксана Ежи-Яновна, писательница — за книгу публицистики «Ave, Europa!»

### 2011
- Горак, Роман Дмитриевич, Гнатив, Николай-Ярослав Николаевич, литературоведы — за книгу «Иван Франко»
- Дядюра, Николай Владимирович, дирижёр-постановщик, Соловьяненко, Анатолий Анатольевич, режиссёр-постановщик, Магера, Сергей Игоревич, исполнитель партии Оровезо, Крамарева, Оксана, исполнительница партии Нормы — за оперный спектакль «Норма» В. Беллини в Национальной опере Украины имени Т. Г. Шевченко.
- Забиляста, Лидия Леонидовна, певица — за исполнение партий Ингигерды, Турандот, Амелии в оперных спектаклях «Ярослав Мудрый» Г. И. Майбороды, «Турандот» Дж. Пуччини, «Бал-маскарад» Дж. Верди на сцене Национальной оперы Украины имени Т. Г. Шевченко и концертные программы украинских народных песен и романсов.

### 2012
- Кара-Васильева, Татьяна Валерьевна, искусствовед — за книгу «История украинской вышивки»;
- Криволап, Анатолий Дмитриевич, художник — за цикл живописных произведений «Украинский мотив»;
- Мидянка, Пётр Николаевич, поэт — за книгу стихов «Луйтра в небо»;
- Рутковский, Владимир Григорьевич, писатель — за историческую трилогию для детей «Джуры»;
- Степурко, Виктор Иванович, композитор — за псалмодию «Монологи веков» для смешанного хора и солирующих инструментов;

### 2013
- Богомазов, Дмитрий Михайлович, режиссёр-постановщик — за постановки «Гамлет» Шекспира Одесского академического украинского музыкально-драматического театра имени В. Василько, «Гости придут в полночь» А. Миллера Киевского академического театра драмы и комедии на левом берегу Днепра и «Крысолов» А. С. Грина Киевского театра «Свободная сцена»;
- Леонид Горлач (Коваленко Леонид Никифорович), поэт — за книгу поэзий «Знак разбитого ярма»;
- Печерный, Пётр Петрович, художник — за серию керамических тарелок по мотивам произведений Тараса Шевченко;

### 2014
- Василенко, Василий Яковлевич, Курочка, Мария Викторовна, Стрельцова, Людмила Семёновна, Рябенький, Василий Иванович (посмертно), Плеханова, Татьяна Александровна, творческий коллектив Донецкого национального академического театра оперы и балета имени А. Б. Соловьяненко — за постановку оперного спектакля «Летучий голландец» Р. Вагнера
- Гаюк, Ирина Яковлевна[укр.], культуролог-философ — за книгу «Иллюстрированная энциклопедия армянской культуры в Украине»
- Дочинец, Мирослав Иванович, писатель — за романы «Криничар. Діяріюш найбагатшого чоловіка Мукачівської домінії» и «Горянин. Води Господніх русел»
- Медвидь, Любомир Мирославович, художник — за цикл живописных произведений «Реминисценции»
- Монастырская, Людмила Викторовна, актриса — за вокальные партии в оперных спектаклях

### 2015
- Буряк, Юрий Григорьевич, поэт — за книгу стихов «Не мертвое море» (укр. «Не мертве море»)
- Компанец, Николай Иванович, художник — за художественный цикл «Земля моих отцов» (укр. «Земля моїх батьків») и иллюстрации к произведениям Н. В. Гоголя
- Москалец, Константин Вильевич, писатель — за книгу литературной критики и эссеистики «Сполохи»
- Панчук, Пётр Фадеевич, актёр — за воплощение образа Т. Г. Шевченко на отечественной театральной сцене

### 2016

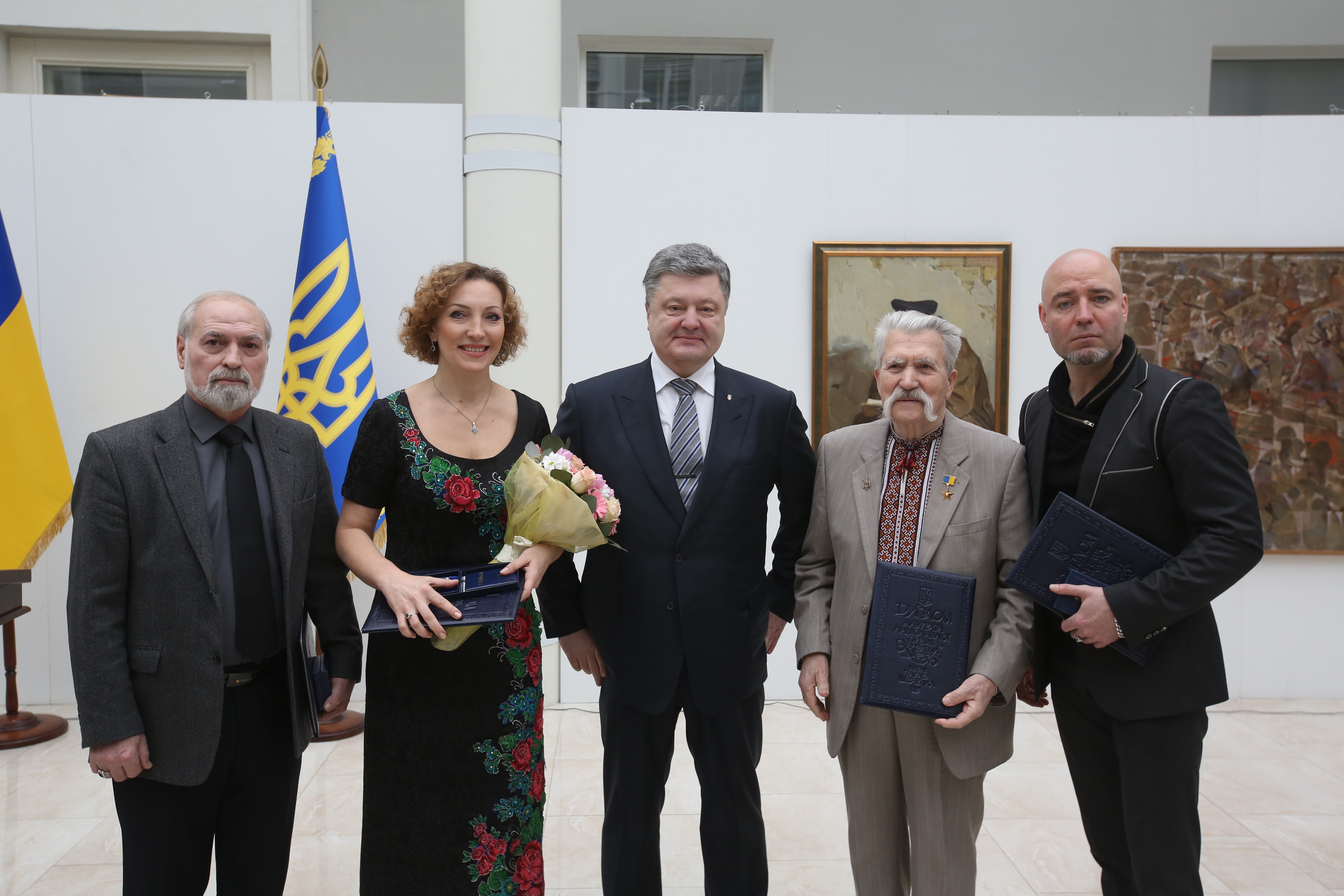
Президент Украины Пётр Порошенко с лауреатами премии

- Гуйда, Михаил Евгеньевич, художник — за цикл живописных произведений «В едином пространстве» (укр. «В єдиному просторі»)
- Лукьяненко, Левко Григорьевич, публицист — за произведения в 13-ти томах «Путь к возрождению» (укр. «Шлях до відродження»)
- Поклитару, Раду Витальевич, балетмейстер — за балеты «Лебединое озеро», «Женщины в ре миноре», «Долгий рождественский обед» и балет-триптих «Перекресток»
- Сенцов, Олег Геннадьевич, режиссёр — за художественные фильмы «Гамер» и «Носорог»
- Швачка, Анжелина Алексеевна, артистка — за исполнение ведущих партий в оперных спектаклях и популяризацию украинского музыкального наследия

### 2017

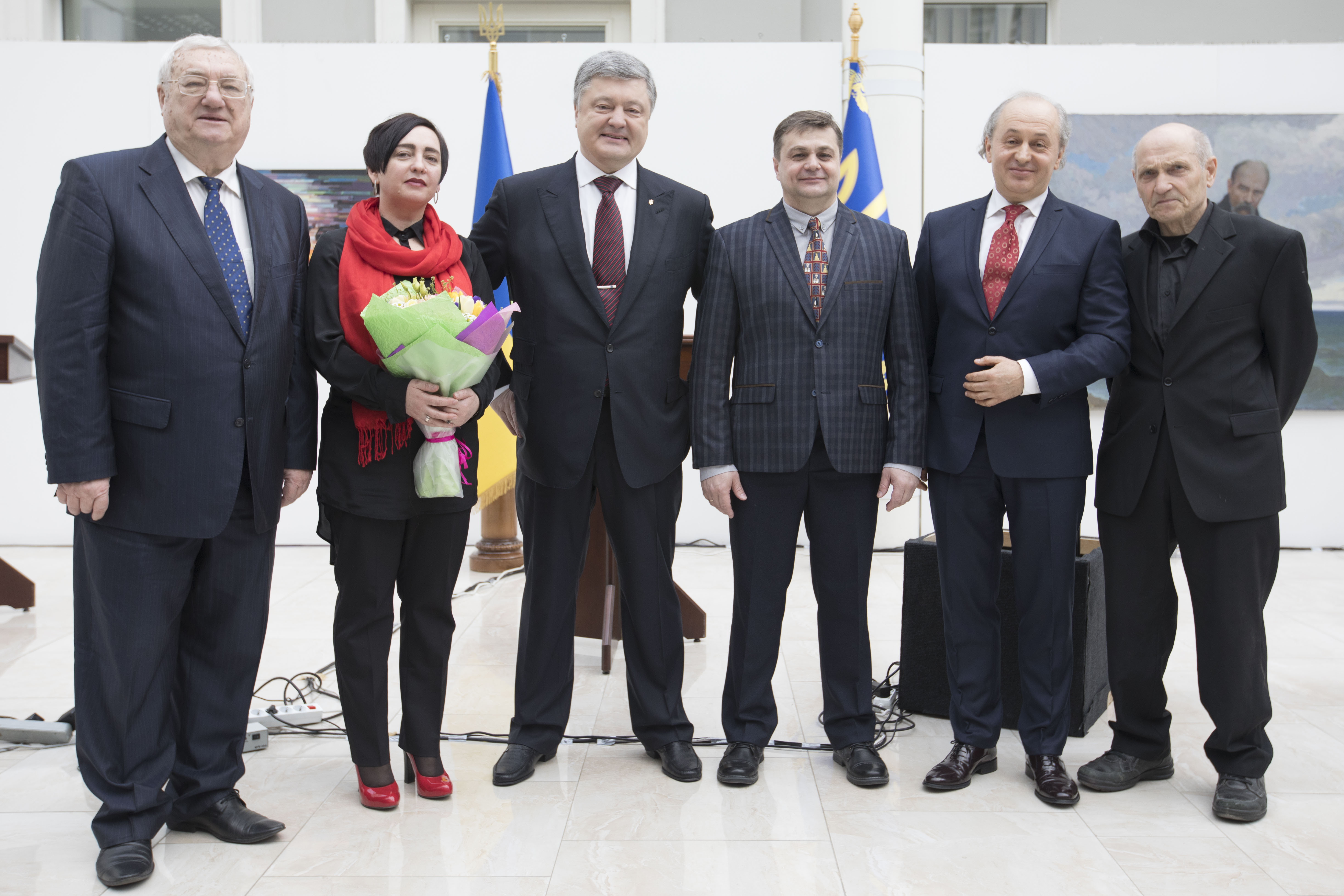
Президент Украины Пётр Порошенко и глава комитета с вручения премии Юрий Щербак с лауреатами премии

- Коваль, Степан Николаевич[укр.], режиссёр анимационного кино — за мультипликационный цикл «Моя страна — Украина» (укр. «Моя країна — Україна»), создание оригинального пластического киноязыка и весомый вклад в украинскую и европейскую анимацию
- Малышко, Николай Алексеевич, художник — за проект «Линия» (укр. «Лінія») (скульптура)
- Малкович, Иван Антонович, поэт — за книгу стихов «Подорожник с новыми стихами» (укр. «Подорожник з новими віршами»)
- Фроляк, Богдана Алексеевна, композитор — за музыку на произведения Тараса Шевченко: симфония-реквием «Праведная душа…» (укр. «Праведная душе...»), хоровая кантата «Цвет» (укр. «Цвіт»), музыкальное произведение «Приснится сон мне» (укр. «Присниться сон мені»)

### 2018

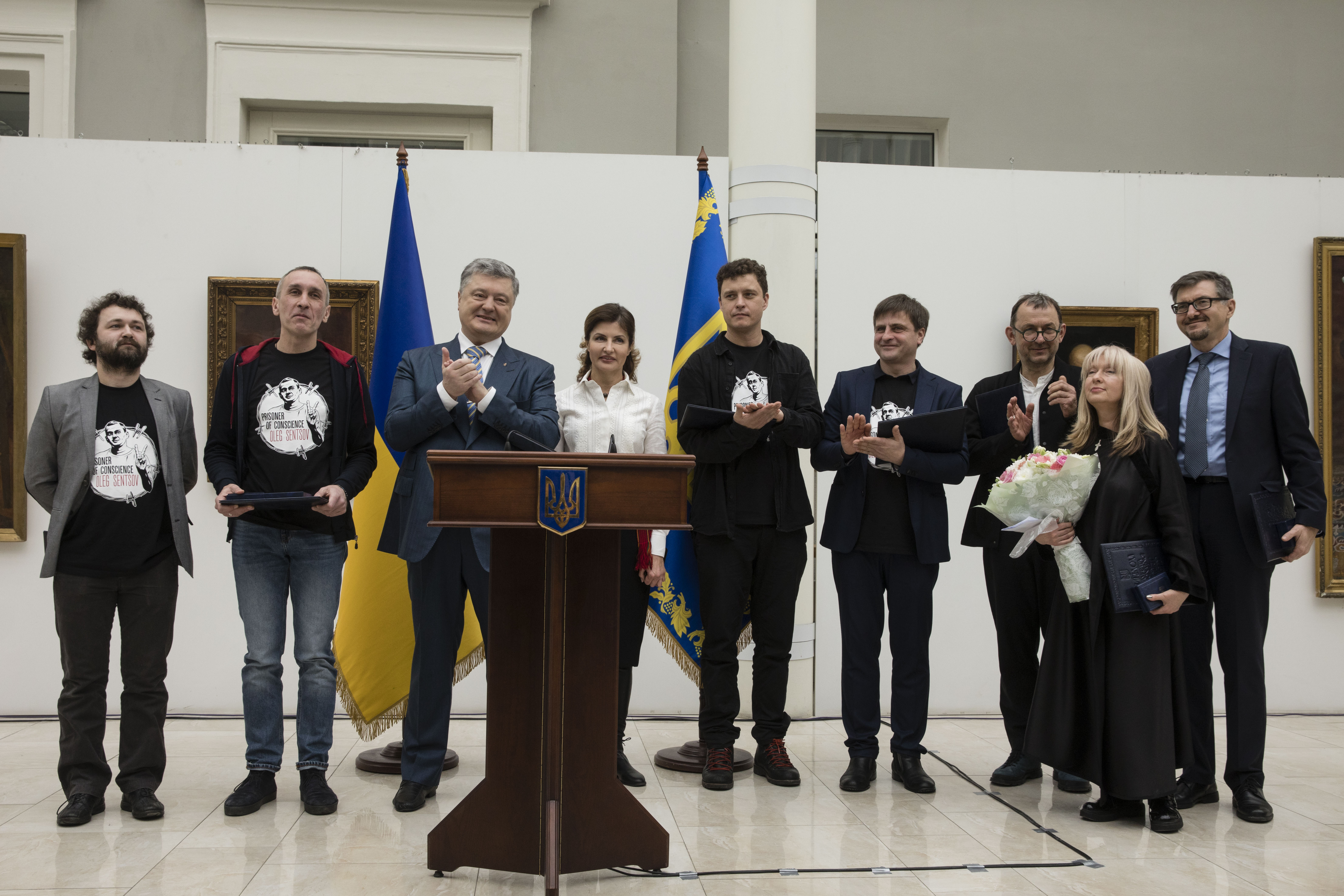
Пётр и Марина Порошенко с лауреатами премии

- Андиевская, Эмма Ивановна, писательница — за книги стихов укр. «Щодення: перископи», «Маратонський біг», «Шухлядні краєвиди», «Бездзиґарний час», «Міста-валети»
- Маков, Павел Николаевич, художник — за художественный проект «Потерянный Рай» (укр. «Втрачений Рай»)
- Плохий, Сергей Николаевич, публицист  — за книгу «Врата Европы» (укр. «Брама Європи»)
- Полевая, Виктория Валерьевна, композитор — за хоровую симфонию на канонические тексты «Светлые песнопения» (укр. «Світлі піснеспіви»)
- Тихий, Владимир Викторович (режиссёр), Пилунский, Ярослав Леонидович (оператор), Стеценко, Сергей Александрович (оператор), Грузинов, Юрий Георгиевич (оператор) — за цикл историко-документальных фильмов о Майдане 2014 года.

### 2019
- Бондарчук, Роман Леонидович[укр.], режиссер — за полнометражный игровой фильм «Вулкан»
- Горынь, Богдан Николаевич, публицист — за есе-колаж «Святослав Гординський на тлі доби» у двох книгах
- Держипильский, Ростислав Любомирович[укр.], режиссер-постановщик — за спектакли «Энеида» И. Котляревского, «Она - Земля» В. Стефаника, «НАМLЕТ» В. Шекспира, «Оскар и Розовая Дама» Э.-Э. Шмитта Ивано-Франковского национального академического драматического театра имени Ивана Франко
- Забужко, Оксана Стефановна, писательница — за книгу «І знов я влізаю в танк…»
- Чебаник, Василий Яковлевич, художник — за проект «Графіка української мови»
- Шейко, Владимир Александрович, художественный руководитель — главный дирижёр Заслуженного академического симфонического оркестра Украинского радио — за аудиозаписи произведений украинских композиторов в Фонд Украинского радио, концертные программы 2013-2018 годов

### 2020
- Кияновская, Марианна Ярославовна, поэтесса — за книгу поэзий «Бабин Яр. Голосами»
- Прохасько, Тарас Богданович, писатель-прозаик — за книгу «Так, але…»
- Подобна, Евгения Владимировна[укр.], журналист, публицист — за книгу «Дівчата зрізають коси»
- ДахаБраха, группа, играющая в стиле «этно-хаос» — за музыкальный альбом «Шлях»
- Влад Троицкий, Роман Григорив, Илья Разумейко, театральное искусство — за оперу-реквием «ЙОВ» («IYOV»)
- Гляделов, Александр Всеволодович, фотограф-документалист — за фотопроект «Карусель»

### 2021
- Музыкальное агентство «Ухо»[укр.]: Андрусик Александра Сергеевна, Шимальский Евгений Владимирович, Сула Екатерина Александровна — за серию концертов вокальной музыки «Архитектура голоса»
- Асеев, Станислав Владимирович, журналист, публицист — за книгу «В изоляции»
- Васянович, Валентин Николаевич (режиссёр), Одуденко, Владлен Владимирович (художник-постановщик) — за полнометражный игровой фильм «Атлантида»
- Луцишина, Оксана Петровна[укр.], писательница — за роман «Иван и Феба»
- Маслобойщиков, Сергей Владимирович (режиссёр-постановщик), Рудюк, Наталья Никитична (художник по костюмам), Бегма, Александр Владимирович (актёр, композитор) — за спектакль «Verba» по мотивам драмы-феерии Леси Украинки «Лесная песня» Национального академического драматического театра имени Ивана Франко
- Михайлов, Борис Андреевич, художник, фотограф — за художественный проект «Испытания смертью»

### 2022
- Горностай, Екатерина Павловна, режиссёр, сценарист — за полнометражный игровой фильм «Стоп-Земля»
- Грабович, Григорий Юльевич, литературовед — за цикл статей «Переосмысливая Павла Тычину — переосмысливая украинский модернизм»
- Дуда, Тамара Анатольевна, писательница — за роман «Дочь»
- Кадан, Никита Викторович, художник — за персональную выставку «Камень бьет камень»
- Рябчук, Николай Юрьевич, публицист — за книгу «Лексикон националиста и другие эссе»
- Сильваши, Тиберий Иосифович, художник — за инсталяцию «Крылья»
- Трунова, Тамара Викторовна (режиссёр-постановщик), Ворожбит, Наталья Анатольевна (автор песни), Ларионов, Юрий Григорьевич (художник-сценограф), Исаенко, Андрей Николаевич (актёр) и Ходос, Валерия Игоревна (актриса) — за спектакль «Плохие дороги» Киевского академического театра драмы и комедии на левом берегу Днепра

### 2023
- Калитко, Екатерина Александровна, поэтесса – за книгу стихов «Орден молчальниц»
- Исполнители группы «Хорея Козацька»: Компаниченко Тарас Викторович, Бережнюк Максим Павлович, Данилейко Северин Владимирович, Крысько Ярослав Андреевич, Охримчук Сергей Михайлович – за аудиоальбом «Песни Украинской революции»
- Назаренко, Михаил Иосифович, литературовед – за книгу «Кроме "Кобзаря". Антология украинской литературы. 1792—1883» в двух частях
- Портников, Виталий Эдуардович, журналист – за публицистические статьи и выступления последних лет
- Цилык, Ирина Андреевна, режиссёр – за документальный фильм «Земля голубая, будто апельсин»

### 2024[1]
- Джамаладинова, Сусанна Алимовна, певица – за альбом «QIRIM»
- Ермоленко, Андрей Иванович[укр.], художник – за серию художественных работ «Украинское сопротивление»
- Лазуткин, Дмитрий Михайлович, поэт – за книгу стихов «Закладка»
- Малолетка, Евгений Константинович, Чернов, Мстислав Андреевич, Степаненко, Василиса Ильинична, журналисты – за серию журналистских материалов об осаде Мариуполя (репортажи, фото и видеорепортажи, расследования и фильм «20 дней в Мариуполе»)
- Черногуз, Ярина Ярославовна[укр.], поэтесса – за книгу стихов «[dasein: оборона присутності]»
- Урывский, Иван Сергеевич (режиссёр-постановщик), Овсийчук, Татьяна Владимировна (художник-постановщик), Карпенко, Сусанна Евгеньевна (хормейстер) – за спектакль «Конотопская ведьма» по повести Григория Квитки-Основьяненко Национального академического драматического театра имени Ивана Франко